# بلدغ أمريكي
البلدغ الأمريكي، هي سلالة حديثة من الكلاب تم تطويرها خصيصًا لتكون كلابًا مرافقة للبشر، اعترف بها رسميًا لأول مرة كسلالة في عام 2004 من قِبل نادي البلدغ الأمريكي لتربية الكلاب. وُصفت هذه السلالة في معايير النادي بأنها تتميز بـ"قوة كبيرة مقارنة بحجمها". لاحقًا، حصلت على الاعتراف من نادي البلدغ الأوروبي لتربية الكلاب في عام 2008، ثم من النادي المتحد لتربية الكلاب في 15 يوليو 2013. ومع ذلك، فإن كلًا من نادي الكلاب البريطاني، والنادي الأمريكي لتربية الكلاب، والاتحاد الدولي للكلاب لم تعترف بهذه السلالة كسلالة مستقلة.
يتأثر مزاج البلدغ الأمريكي البالغ بدرجة كبيرة بنوع التدريب الذي يتلقاه، حيث تتطلب السلالة تدريبًا دقيقًا ومكثفًا نظرًا لطبيعتها المتطلبة. وقد صنف نادي البلدغ الأمريكي لتربية الكلاب السلالة إلى أربع فئات رئيسية: XL، Pocket، Standard، وClassic . بينما فضلت جهات تسجيل أخرى مثل النادي المتحد لتربية الكلاب اعتماد معيار حجم موحد.
بسبب الحجم الكبير والقوة البدنية ومستوى العدوانية لدى البلدغ الأمريكي، فرضت ضوابط قانونية صارمة على امتلاك هذه السلالة في عدة دول. كانت كلاب البلدغ من نوع XL مسؤولة عن 10 من أصل 19 حالة وفاة تسببت بها الكلاب في المملكة المتحدة خلال الفترة بين عامي 2021 و2023. وفي ديسمبر 2023، أضافت حكومة المملكة المتحدة هذه السلالة إلى قانون الكلاب الخطرة لعام 1991 ، ما جعل بيعها أو تربيتها أو التخلي عنها أو اصطحابها في الأماكن العامة بدون مقود وكمامة أمرًا غير قانوني في إنجلترا وويلز.